# 莎龙·戴维斯
莎龙·戴维斯（英語：Sharron Davies，1962年11月1日—），英国女子游泳运动员。她曾代表英国参加1976年、1980年和1992年夏季奥林匹克运动会游泳比赛，其中1980年奥运会获得一枚银牌。1994年與田徑運動員德里克·雷德蒙德結婚，2000年離婚。